# Cantón de Saint-Étienne-les-Orgues
El cantón de Saint-Étienne-les-Orgues era una división administrativa francesa que estaba situada en el departamento de Alpes de Alta Provenza y la región de Provenza-Alpes-Costa Azul.

## Composición
El cantón estaba formado por ocho comunas:
- Cruis
- Fontienne
- Lardiers
- Mallefougasse-Augès
- Montlaux
- Ongles
- Saint-Étienne-les-Orgues
- Revest-Saint-Martin

## Supresión del cantón de Saint-Étienne-les-Orgues
En aplicación del Decreto n.º 2014-226 de 24 de febrero de 2014, el cantón de Saint-Étienne-les-Orgues fue suprimido el 22 de marzo de 2015 y sus 8 comunas pasaron a formar parte del nuevo cantón de Forcalquier.